# Virgilio Corbo
Virgilio Canio Corbo, OFM (ur. 8 lipca 1918 w Avigliano, zm. 6 grudnia 1991 w Kafarnaum) – włoski archeolog i palestynolog, franciszkanin.

## Życiorys
Odkrywca domu św. Piotra Apostoła w Kafarnaum. Prowadził wykopaliska na Polu Pasterzy w Bajt Sahur, na Herodium, w bazylice Grobu Świętego i Grocie Pojmania Jezusa w Jerozolimie, na Górze Nebo i na Macheroncie w Jordanii oraz w Magdalii nad Morzem Tyberiadzkim.
Podczas prac prowadzonych w latach 40. i 50. XX wieku w Bir El-Qutt odkrył cztery inskrypcje z V–VI w. zapisane pismem Asomtawruli (gruz. „majuskuła”) – najstarsze znane inskrypcje zapisane w alfabecie gruzińskim. 
Przez całe życie związany ze Studium Biblicum Franciscanum w Jerozolimie. Liczne publikacje w języku włoskim i angielskim. Jego głównymi współpracownikami byli Stanislao Loffreda i Eugenio Alliata.
Został pochowany koło kościoła św. Piotra w Kafarnaum, w którym przewodniczył kilkunastu kampaniom wykopaliskowym.